# Trunderup (Kværndrup Sogn)
Trunderup er en lille bebyggelse nær Kværndrup med 207 indbyggere.
Trunderup var i 1682 en landsby bestående af 18 gårde, 1 hus med jord og 4 huse uden jord. Det samlede dyrkede areal udgjorde 473,2 tdr. land skyldsat til 69,04 tønder hartkorn. Dyrkningsformen var trevangsbrug med rotationen 2/1 + en vang sås årligt.